# Nicolas Vallard
Nicolas Vallard (Le Havre, ... – ...; fl. XVI secolo) è stato un navigatore e cartografo francese del XVI secolo che collaborò con la scuola cartografica di Dieppe e pubblicò un atlante geografico dei continenti nel 1547.

## Carta della Nuova Francia

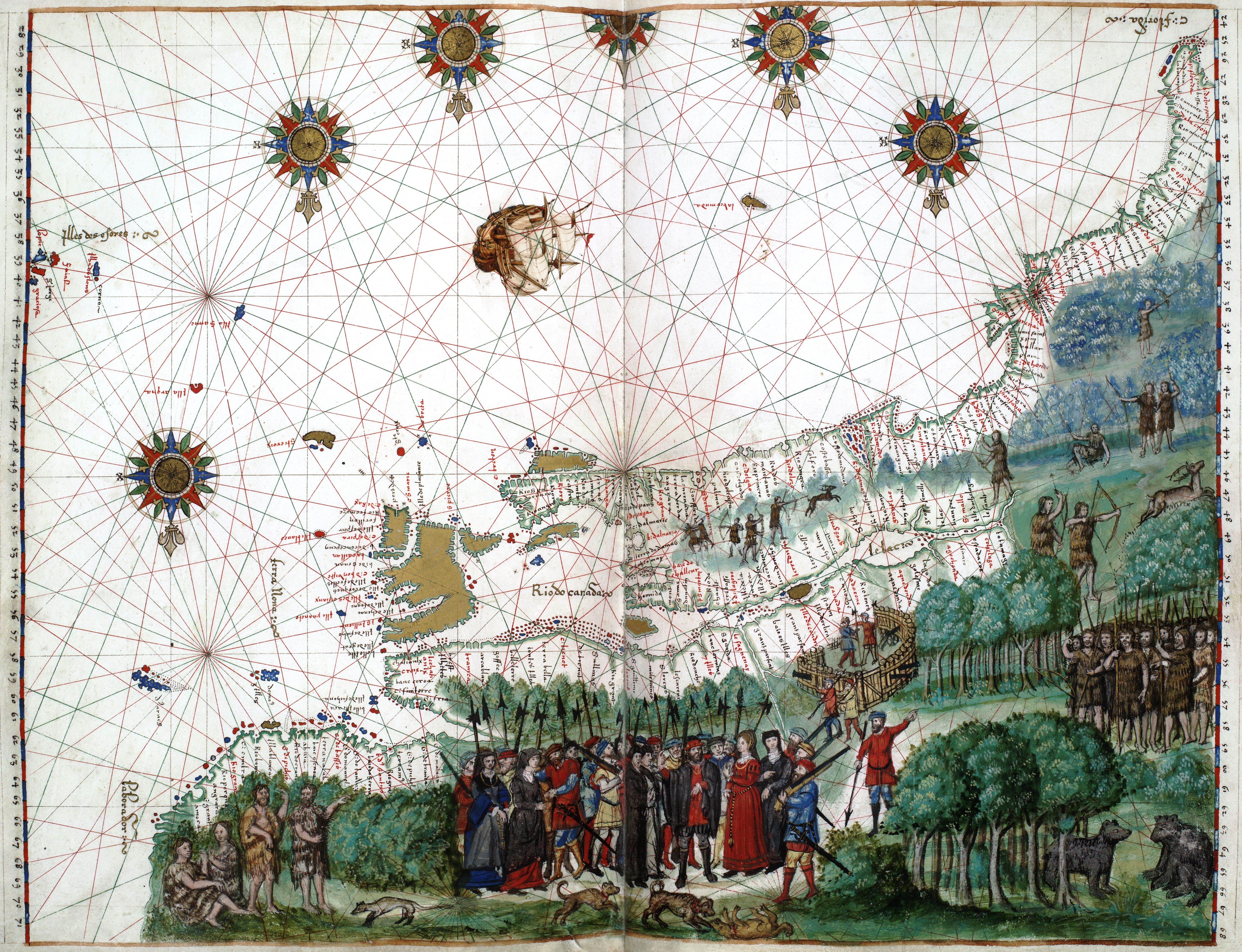
Carta della Nuova Francia di Nicolas Vallard (1547)

Il viaggio dell'esploratore Jacques Cartier in Canada aprì una grande porta allo sviluppo delle Antille francesi. Quando Cartier ritornò a Saint-Malo, re Francesco I gli chiese di proseguire nelle sue esplorazioni. Nel 1541, Cartier stabilì, presso Stadacona, il villaggio fortificato di Charlesbourg-Royal. Nel 1542, Jean-François de La Rocque de Roberval arrivò a Charlesbourg-Royal che ribattezzò France-Roy (il sito, oggi chiamato Cap-Rouge, è integrato nella città di Québec). Questi viaggi di Cartier e Roberval non ebbero come risultato l'istituzione di una colonia permanente, ma diedero una sviluppo alla cartografia. 
Arrivarono i mercanti accompagnati dai missionari e dai coureur des bois, aiutati dai numerosi cartografi che realizzavano le mappe dei territori. Tra questi cartografi si ricorda Pierre Desceliers e Nicolas Vallard e il suo atlante, entrambi della scuola di cartografia di Dieppe. 
Nelle illustrazioni delle mappe di Nicolas Vallard (ma anche in quelle di Pierre Desceliers e Guillaume Le Testu), si trovano le prime rappresentazioni del territorio canadese ( Hochelaga, Québec), i suoi abitanti, la sua fauna e flora.

## L'Atlante di Nicolas Vallard

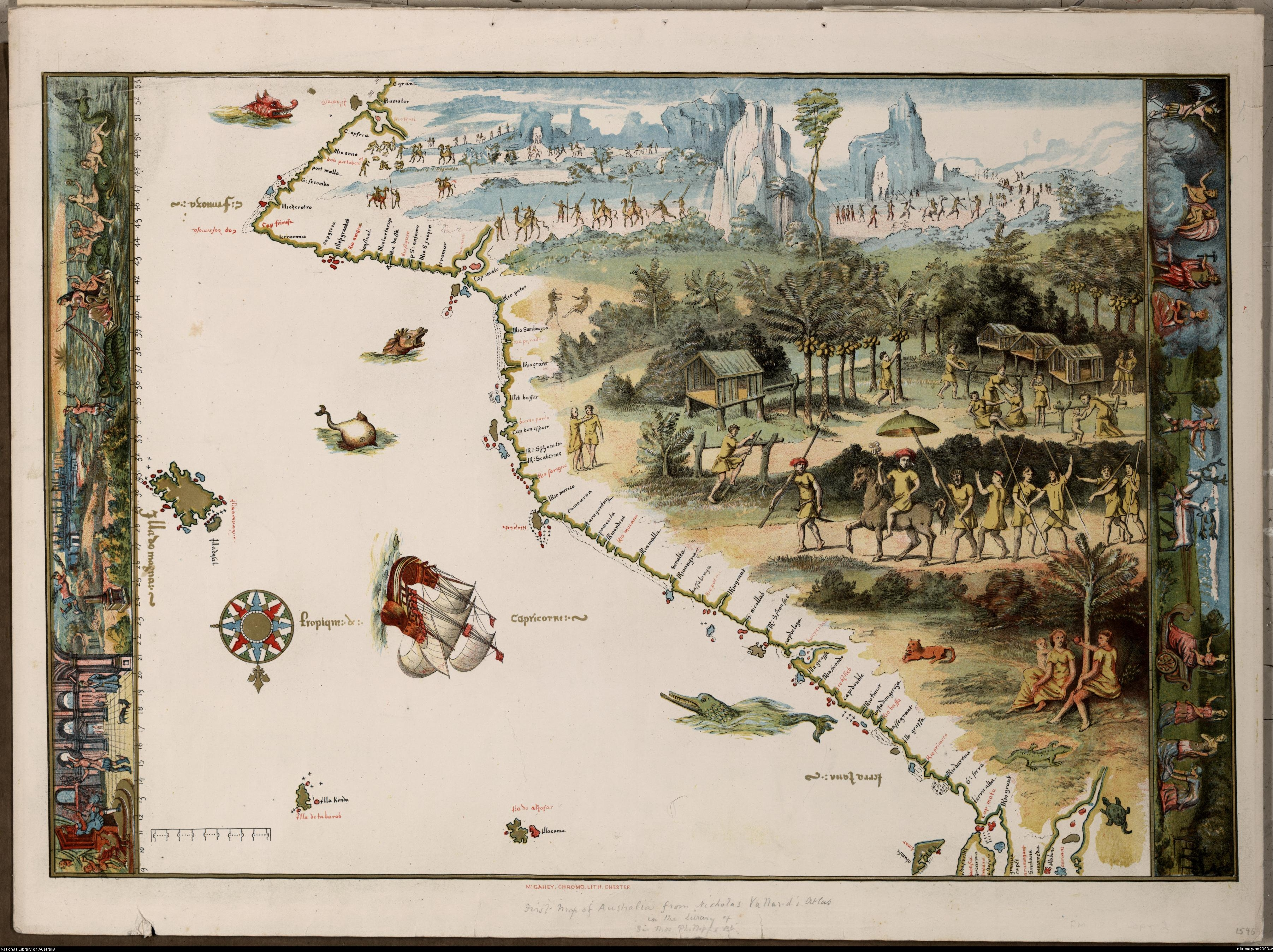
Atlante di Nicolas Vallard (1547)
Coste australiane

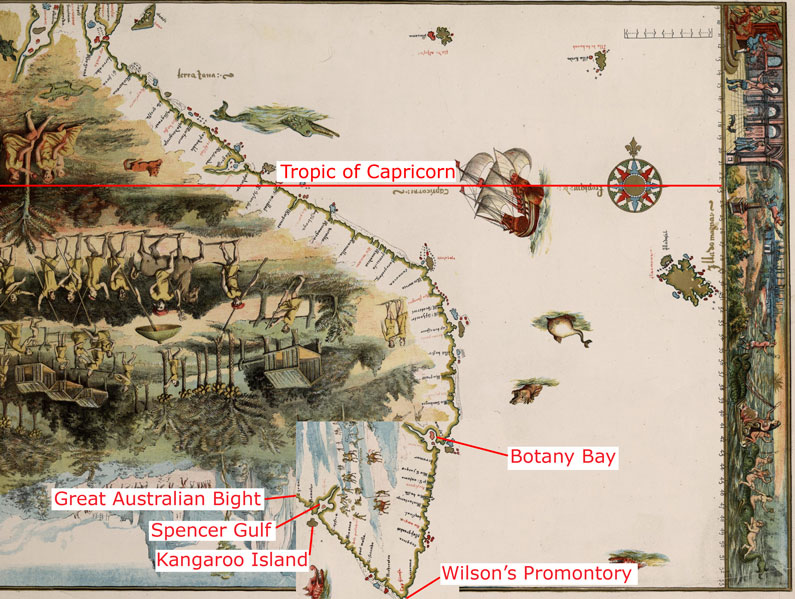
Carta di Nicolas Vallard con indicazione di località geografiche dell'Australia.

L'atlante mondiale di Nicolas Vallard, è costituito da 15 carte nautiche e tavole con altre informazioni.
I quindici portolani di questo atlante testimoniano una grande conoscenza della cartografia planetaria. I contorni dell'Australia sono rappresentati come in molte altre carte nautiche realizzate da cartografi della Scuola cartografica di Dieppe.
- 1. Terra Java (coste dell’Australia?)
- 2. La Jave (costa del nord dell’Australia?), una parte dell’Asia e India insulare
- 3. Terra Java (costa occidentale dell’Australia?)
- 4. Golfo Persico e Mar Rosso
- 5. Sud-est dell’Africa e Madagascar
- 6. Oceano Atlantico, coste dell’Africa e del Brasile
- 7. Nord-ovest dell’Africa
- 8. Europa e nord Africa
- 9. America del Nord, costa orientale
- 10. America centrale
- 11. Caraibi e Brasile
- 12. America meridionale: Río de la Plata e stretto di Magellano
- 13. Europa e nord Africa
- 14. Mare Adriatico
- 15. Mar Egeo